# Hydriomena regulata
Hydriomena regulata är en fjärilsart som beskrevs av Richard F. Pearsall 1909. Hydriomena regulata ingår i släktet Hydriomena och familjen mätare. Inga underarter finns listade i Catalogue of Life.